# RogerEbert.com
RogerEbert.com은 영화 평론가 로저 이버트가 시카고 선타임스에 쓴 리뷰를 보관하고 다른 평론가의 리뷰와 에세이를 공유하는미국의 영화 리뷰 웹사이트다.

## 역사
시카고 선타임스의 지원을 받은 이 웹사이트는 2002년에 시작되었다. 로저 이버트는 전 세계에서 작가를 직접 선정하여 웹사이트에 기고했다. 로저 이버트가 2013년에 사망한 후 이 웹사이트는 로저 이버트의 아내 채즈 이버트와 친구 조시 골든이 설립한 파트너십인 이버트 디지털에서 다시 시작되었다.
로저 이버트가 사망한 지 2개월 후, 채즈 이버트는 영화 및 텔레비전 평론가 맷 졸러 사이츠를 웹사이트 편집장으로 고용했다. 그를 고용한 이유는 그의 인디와이어 블로그 PressPlay가 RogerEbert.com과 여러 기고자를 공유하고 있었고 두 웹사이트가 서로의 콘텐츠를 홍보했기 때문이었다.